# Josep Antoni Martínez i Asensi
Josep Antoni Martínez i Asensi (El Campello, 1969), més conegut com a Martines (amb grafia en valencià), és un jugador professional de pilota valenciana, destacant en la modalitat de Llargues com a "banca". És membre i banca titular en Llargues i Joc europeu de la Selecció Valenciana de Pilota des dels Campionats Internacionals de Pilota de 1997.
Començà als 14 anys i, malgrat que les Llargues no són un esport professionalitzat, ha aconseguit viure de la pilota mitjançant les contínues exhibicions, tallers i escoles de què s'encarrega, a més del reconeixement social que li ha comportat la carrera esportiva, amb el trinquet del seu poble portant el seu nom, o duent la torxa olímpica de Barcelona'92.
L'any 2000, Martines i els altres 4 membres de la Selecció (David, Jan, Màlia i Mengual) foren guardonats amb el premi al Millor Esportista masculí de la Província d'Alacant.
Tota la seua carrera esportiva la desenvolupa en l'equip de la seua localitat natal guanyant-ho tot, 9 títols de la lliga de Llargues de primera, però el 2012 canvia d'equip al de Parcent i queda subcampió d'eixa edició i el 2013 guanya la final de llargues amb l'equip de Parcent, la primera de la història per a esta xicoteta població de la Marina Alta. La seua trajectòria ha estat premiada per la federació.
En l'àmbit polític, en les Eleccions a les Corts Valencianes de 2007 Martines es va presentar com a candidat del Compromís pel País Valencià En 2015 va ser elegit president del CPV El Campello.

## Palmarés
- Galotxa:
  - Campió del Torneig de Benidorm de Galotxa: 2000 i 2006
  - Subcampió de la Copa Generalitat: 2006
- Llargues
  - Campió de la Lliga de Llargues: 2002, 2003, 2004, 2005, 2006, 2007, 2008, 2009 i 2010 amb l'equip del Campello, 2013 amb l'equip de Parcent
  - Subcampió del Trofeu de Llargues amb pilota de vaqueta: 2003, 2011, amb l'equip de Campello i amb pilota de badana el 2012 amb l'equip de Parcent.
  - Campió del Torneig de Benidorm de Llargues: 1996, 1997, 1998, 1999, 2000, 2001, 2002, 2003, 2004, 2005, 2006 i 2007.
  - Campió del Torneig Santa Teresa del Campello: 1997, 1998, 1999, 2000, 2001 i 2006.
  - Campió de la " I champions cup de LLargues": 2011
- Campionats Internacionals de Pilota
  - Campió del Món de Llargues: Maubeuge (França), 1998
  - Millor Saque del Món, 1998
  - Campió d'Europa de Llargues: Imperia (Itàlia), 1999
  - Campió del Món de Llargues: València, 2000
  - Campió d'Europa de Joc internacional: Països Baixos, 2001
  - Subcampió d'Europa de Llargues: Països Baixos, 2001
  - Campió del Món de Llargues: Paraná (Argentina), 2002
  - Campió del Món de Joc internacional: Paraná (Argentina), 2002
  - Campió d'Europa de Joc internacional: França, 2003
  - Subcampió d'Europa de Llargues: França, 2003
  - Campió del Món de Llargues: Imperia (Itàlia), 2004
  - Campió d'Europa de Joc internacional: Nivelles (Bèlgica), 2007
  - Subcampió d'Europa de Llargues: Nivelles (Bèlgica) 2007
  - Campió absolut d'Europa, 2007